# Edward Doubleday
Edward Doubleday (1811, Epping, Essex – 1849, Londres) fue un entomólogo y ornitólogo inglés, conocido principalmente por su interés en mariposas.
Junto con John Obadiah Westwood y William Chapman Hewitson escribió la obra The Genera of Diurnal Lepidoptera: comprising their generic characters, a notice of their habits and transformations, and a catalogue of the species of each genus.

## Abreviatura (zoología)
La abreviatura Doubleday  se emplea para indicar a Edward Doubleday como autoridad en la descripción y taxonomía en zoología.